# Ion Caramitru
Ion Caramitru (Bucarest, 9 de marzo de 1942-5 de septiembre de 2021) fue un actor de teatro y cine y también director rumano de origen arumano. Fue presidente de la UNITER desde 1990, y desde 2005 era el director principal del Teatro Nacional de Bucarest.
Ion Caramitru se graduó en elInstituto de Teatro y Cinematografía I.L. Caragiale, la clase del profesor Beate Fredanov de 1964, cuando debutó en el Teatro Nacional de Bucarest, "Eminescu" por Mircea Stefanescu. Fue actor y director de Bulandra, cuya dirección y retenidas en el periodo 1990-1993. Fue ministro de Cultura entre 1996 y 2000.

## Actividad política
Participó en la Revolución rumana de 1989, estando entre aquellos que tomaron la Televisión Rumana (TVR) el 22 de diciembre de 1989. Junto con Mircea Dinescu, anunciaron la caída del régimen de Ceausescu.
Fue miembro del consejo del Frente de Salvación Nacional (que aparece en la lista de los miembros originales anunciados en TVR por Ion Iliescu), entonces Consejo Provisional de Unidad Nacional, donde se desempeñó como vicepresidente.
Se colocó al final, a diferencia del expresidente Ion Iliescu.
Miembro CN, fue ministro de Cultura desde el 12 de diciembre de 1996 hasta el 28 de diciembre de 2000) los gobiernos Ciorbea, Radu Vasile, Mugur Isărescu.
Fue vicepresidente de la Asociciación de los Rvolucionarios sin privilegios.

## Obras de teatro
- Hamlet - „Hamlet" de William Shakespeare, regia Costache Antoniu, Studioul Casandra, 1963
- Profesorul - „Steaua fără nume" de Mihail Sebastian, regia Costache Antoniu, Studioul Casandra, 1964
- Eminescu - „Eminescu" de Mircea Ștefănescu, regia Sică Alexandrescu, 1964
- Perdican - „Să nu te joci cu dragostea" de Alfred de Musset, regia Moni Ghelerter, 1964
- Mircea Basarab - „Vicarul" de Alexandru Davila, regia Sică Alexandrescu, 1965
- Vânzător de ziare - „Un tramvai numit dorință" de Tennessee Williams, regia Liviu Ciulei, 1965
- Herault - „Moartea lui Danton" de Georg Buchner, regia Liviu Ciulei, 1966
- Bota - „Procesul Horia" de Alexandru Voitin, regia Liviu Ciulei, 1967
- Romeo - „Romeo și Julieta" de William Shakespeare, regia Val Mugur, 1967
- Cezar - „Iulius Cezar" de William Shakespeare, regia Andrei Șerban, 1968
- Malcolm - „Macbeth" de William Shakespeare, regia Liviu Ciulei, 1968
- Tommy - „Photo Finish" de Peter Ustinov, regia Petre Sava Băleanu, 1969
- Leonce - „Leonce și Lena" de Georg Buchner, regia Liviu Ciulei, 1970
- Lelio - „Mincinosul" de Carlo Goldoni, regia Sanda Manu, 1971
- Riccardo - „Vicarul" de Rolf Hochuth, regia Radu Penciulescu, 1972
- Feste - „A douăsprezecea noapte" de William Shakespeare, regie colectivă, 1973
- Bacon - „Elisabeta I" de Paul Foster, regia Liviu Ciulei, 1974
- Actorul - „Azilul de noapte" de Maxim Gorki, regia Liviu Ciulei, 1975
- Pașa din Vidin - „Răceala" de Marin Sorescu, regia Dan Micu, 1977
- Ferdinand - „Furtuna" de William Shakespeare, regia Liviu Ciulei, 1978
- Pericle - „Pericle" de William Shakespeare, regia Dinu Cernescu, 1981
- Hamlet - „Hamlet" de William Shakespeare, regia Alexandru Tocilescu, 1985
- Cotrone - „Uriașii munților" de Luigi Pirandello, regia Cătălina Buzoianu, 1987
- Lelio - „Teatrul comic" de Carlo Goldoni, regia Silviu Purcărete, 1992
- Creon - „Antígona" de Sófocles, regia Alexandru Tocilescu, 1993
- Iuri Zvonariov - „Sorry" de Aleksandr Galin, regia Yuriy Kordonskiy, 2003
- Regizorul - „Șase personaje în căutarea unui autor" de Luigi Pirandello, regia Liviu Ciulei, 2005
- „Dialoguri și fantezii în jazz" - spectacol de poezie și muzică alături de Johnny Răducanu, 2006
- Eduard al III-lea - „Eduard al III-lea" de William Shakespeare, regia Alexandru Tocilescu, 2008
- "Macbeth" - "Macbeth" de William Shakespeare, regia Radu Penciulescu (11.04.2011)

### Director
- „Amintiri" de Alexei Arbuzov
- „Neînsemnații" de Terry Johnson
- „A treia țeapă" de Marin Sorescu
- „Forma mesei" de David Edgar
- „Acasă" de David Storey
- „Șapte dintr-o lovitură" de Lia Bugnar, 2008
- „Toți fiii mei” de Arthur Miller, 2009

## Filmografía
- Diminețile unui băiat cuminte (1967)
- Stejar – extremă urgență (1974) - maiorul Werner von Richter
- Marele singuratic (1977)
- Iarba verde de acasă (1977)
- Ecaterina Teodoroiu (1978)
- Castelul din Carpați (1981)
- Declarație de dragoste (1985) - Socrate
- Liceenii (1986) - Socrate
- Extemporal la dirigenție (1988) - Socrate
- Charlie Countryman - Victor Ibanescu
- Adam și Paul (2004)
- Amen (2002) -  Contele Fontana
- Misiune Imposibilă (1996)
- Deep Secrets (1996)
- Two Deaths (1995)
- Citizen X (1995)
- An Exchange of Fire (1993)
- A Question of Guilt (1993)
- Kafka (1991)
- Jute City (1991)
- Întunecare (1985)
- Promisiuni (1985)
- Ca-n filme (1983)
- Iată femeia pe care o iubesc (1981)
- Ștefan Luchian (1981)
- Ancheta (1980)
- Bietul Ioanide (1979)
- Înainte de tăcere (1979)
- Între oglinzi paralele (1978)
- Împușcături sub clar de lună (1977)
- Casa de la miezul noptii (1976)
- Instanța amînă pronunțarea (1976)
- Dincolo de pod (1975)
- Despre o anumită fericire (1973)
- Porțile albastre ale orașului (1973)
- Printre colinele verzi (1971)
- Baladă pentru Măriuca (1969)
- Comoara din Vadul Vechi (1964)
- Pădurea spânzuraților (1964)